# Liste der Premierminister von Laos

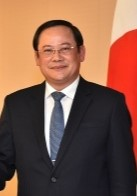
Sonexay Siphandone ist seit 2022 Premierminister von Laos.

Die Liste der Premierminister von Laos beinhaltet die Regierungschefs von Laos seit dem 20. Oktober 1945.

## Liste der Premierminister
| Beginn der Amtszeit | Ende der Amtszeit | Amtsinhaber                                                     | Lebensdaten |
| ------------------- | ----------------- | --------------------------------------------------------------- | ----------- |
| 20. Oktober 1945    | 23. April 1946    | Prinz Phaya Khammao (Vorsitzender der Provisorischen Regierung) | 1911–1984   |
| 23. April 1946      | 15. März 1947     | Prinz Kindavong                                                 | 1900–1951   |
| 15. März 1947       | 25. März 1947     | Prinz Souvannarath                                              | 1893–1960   |
| 25. März 1948       | 24. Februar 1950  | Prinz Boun Oum (1. Amtszeit)                                    | 1912–1980   |
| 24. Februar 1950    | 15. Oktober 1951  | Phoui Sananikone (1. Amtszeit)                                  | 1903–1983   |
| 15. Oktober 1951    | 20. Oktober 1954  | Prinz Souvanna Phouma (1. Amtszeit)                             | 1901–1984   |
| 25. November 1954   | 21. März 1956     | Katāy Dōn Sasōrit                                               | 1904–1959   |
| 21. März 1956       | 17. August 1958   | Prinz Souvanna Phouma (2. Amtszeit)                             | 1901–1984   |
| 17. August 1958     | 31. Dezember 1959 | Phoui Sananikone (2. Amtszeit)                                  | 1903–1983   |
| 31. Dezember 1959   | 7. Januar 1960    | Sounthone Pathammavong (Chef des Heeresstabes)                  | 1911–1985   |
| 7. Januar 1960      | 3. Juni 1960      | Kou Abhay                                                       | 1892–1964   |
| 3. Juni 1960        | 2. September 1960 | Prinz Somsanith                                                 | 1913–1975   |
| 2. September 1960   | 13. Dezember 1960 | Prinz Souvanna Phouma (3. Amtszeit)                             | 1901–1984   |
| 13. Dezember 1960   | 23. Juni 1962     | Prinz Boun Oum (2. Amtszeit)                                    | 1912–1980   |
| 23. Juni 1962       | 2. Dezember 1975  | Prinz Souvanna Phouma (4. Amtszeit)                             | 1901–1984   |
| 8. Dezember 1975    | 15. August 1991   | Kaysone Phomvihane                                              | 1920–1992   |
| 15. August 1991     | 24. Februar 1998  | Khamtay Siphandone                                              | 1924–2025   |
| 24. Februar 1998    | 27. März 2001     | Sisavath Keobounphanh                                           | 1928–2020   |
| 27. März 2001       | 8. Juni 2006      | Boungnang Vorachith                                             | * 1937      |
| 8. Juni 2006        | 23. Dezember 2010 | Bouasone Bouphavanh                                             | * 1954      |
| 23. Dezember 2010   | 19. April 2016    | Thongsing Thammavong                                            | * 1944      |
| 19. April 2016      | 22. März 2021     | Thongloun Sisoulith                                             | * 1945      |
| 22. März 2021       | 30. Dezember 2022 | Phankham Viphavanh                                              | * 1951      |
| 30. Dezember 2022   |                   | Sonexay Siphandone                                              | * 1966      |